# دراسات صحية سبتية

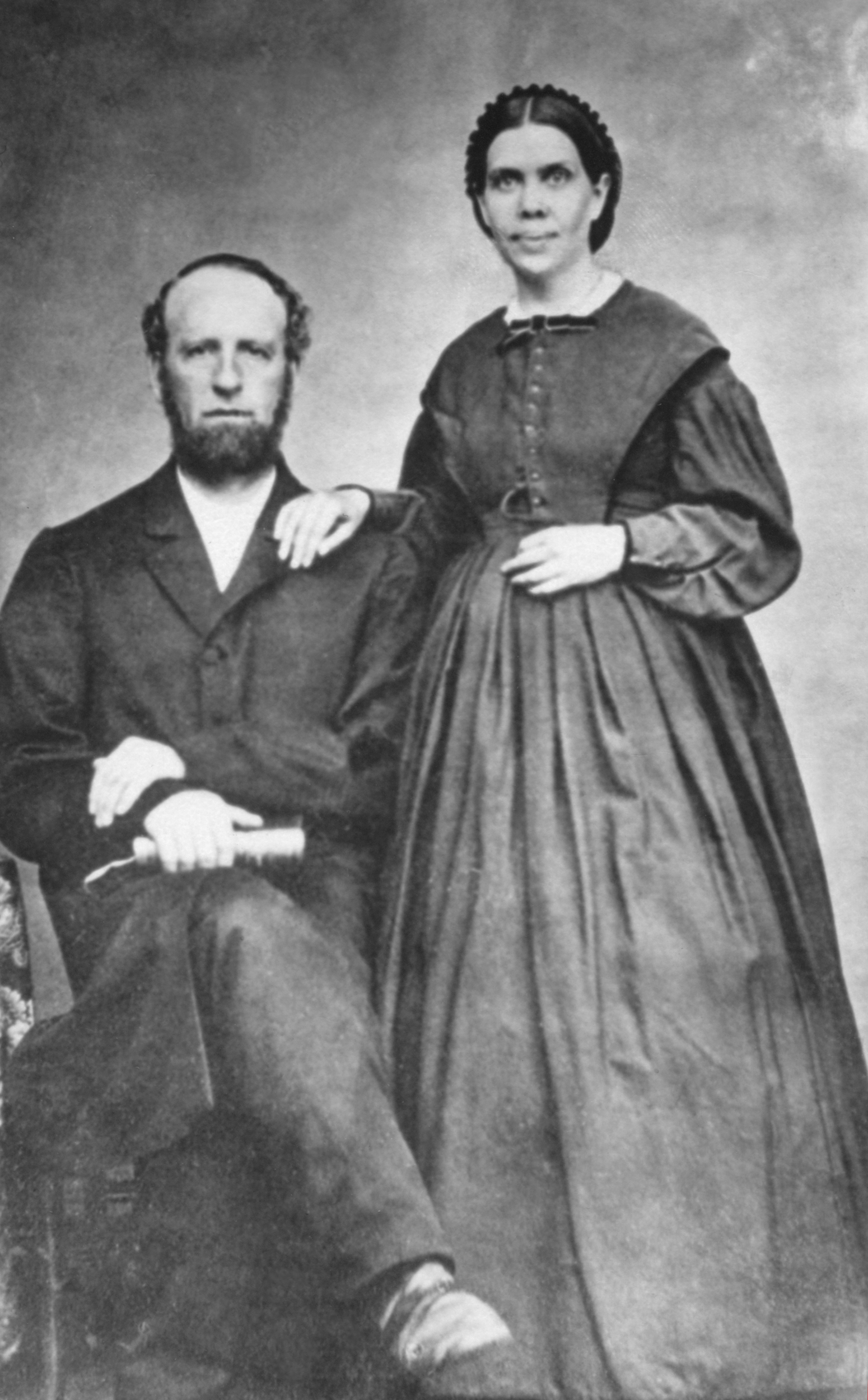

الدراسات الصحية السبتيه (AHS) هي سلسلة من المشاريع البحثية الطبية طويلة الأجل من جامعة لوما ليندا بقصد قياس العلاقة بين نمط الحياة والنظام الغذائي والمرض والوفيات لأتباع السبتيون.
لدى السبتيين خطر أقل من الأمريكيين الآخرين لأمراض معينة، ويفترض العديد من الباحثين أن هذا يرجع إلى النظام الغذائي وعادات نمط الحياة الأخرى. يوفر هذا فرصة خاصة للإجابة على الأسئلة العلمية حول كيفية تأثير النظام الغذائي والعادات الصحية الأخرى على خطر الإصابة بالعديد من الأمراض المزمنة.
أجريت دراستان حول صحة السبتية تشمل 24000 و 34000 من الأدفنتست من كاليفورنيا على مدى الأربعين سنة الماضية. على الرغم من عدم دعم الكنيسة السبتية نفسها، إلا أن الكنيسة تدعم الدراسات. كانت هذه الدراسات موضوعًا لتغطية إعلامية وطنية مهمة مثل برامج اخبار ABC اخبار العالم الليلة وصباح الخير أمريكا وفي مقال ناشيونال جيوغرافيك «السر». هناك ثالث أكبر دراسة جارية تشمل السبتيين في جميع أنحاء الولايات المتحدة وكندا.

## الدراسات
دراسة وفيات السبتية
بدأت أول دراسة رئيسية عن السبتيين في عام 1960، وأصبحت تعرف باسم دراسة الوفيات السبتية. تتكون من 22,940 سبتيا من كاليفورنيا، واستلزم متابعة مكثفة لمدة 5 سنوات ومتابعة غير رسمية لمدة 25 عامًا. «أشارت دراسة الوفيات الأدفنتستية (1960-1965) إلى أن الرجال الأدفنتستانيين عاشوا 6.2 سنوات أطول من الرجال غير الأدفنتستيين في دراسة جمعية السرطان الأمريكية المتزامنة وأن النساء السبتية يتمتعن بميزة 3.7 سنة على نظرائهن. استندت الإحصاءات إلى تحليلات جدول الحياة».
على وجه التحديد، مقارنة معدلات وفيات السبتية مقارنة بسكان كاليفورنيا الآخرين:
كانت معدلات الوفيات من جميع أنواع السرطان أقل بنسبة 40 ٪ للرجال السبتيين و 24 ٪ أقل للنساء السبتية
سرطان الرئة أقل بنسبة 79٪
سرطان القولون والمستقيم أقل بنسبة 38٪
سرطان الثدي أقل بنسبة 15٪
مرض القلب التاجي أقل بنسبة 34 ٪ للرجال السبتية، 2 ٪ أقل للنساء السبتية
دراسة صحة السبتية 1 (AHS-1)
شملت دراسة إضافية (1974-1988) ما يقرب من 34000 من السبتيين في كاليفورنيا الذين تزيد أعمارهم عن 25 عامًا. على عكس دراسة الوفيات، كان الهدف هو معرفة مكونات نمط الحياة السبتية التي توفر الحماية من المرض. تمت دراسة بيانات الدراسة لأكثر من عقد من الزمن والنتائج عديدة - ربط النظام الغذائي بالسرطان وأمراض القلب التاجية.
على وجه التحديد:
يعيش الرجال الأدفنتست في المتوسط 7.3 عامًا أطول وتعيش النساء الأدفنتستية 4.4 سنة أطول من غيرهم من سكان كاليفورنيا.
خمسة سلوكيات صحية بسيطة تروج لها كنيسة السبتية لأكثر من 100 عام (عدم التدخين، وتناول نظام غذائي نباتي، وتناول المكسرات عدة مرات في الأسبوع، وممارسة التمارين الرياضية بانتظام والحفاظ على الوزن الطبيعي للجسم) تزيد من العمر الافتراضي حتى 10 سنوات. and coronary heart disease.
ارتبط الحد من استهلاك اللحوم الحمراء والبيضاء بانخفاض سرطان القولون.
كما ان تناول البقوليات يحمي من سرطان القولون.
تناول المكسرات عدة مرات في الأسبوع يقلل من خطر الإصابة بنوبة قلبية بنسبة تصل إلى 50٪.
تناول خبز الوجبة الكاملة بدلاً من الخبز الأبيض قلل من خطر الإصابة بنوبة قلبية غير مميتة بنسبة 45٪.
قد يقلل شرب 5 أكواب أو أكثر من الماء يوميًا من أمراض القلب بنسبة 50٪.
تقل إصابة الرجال الذين تناولوا كميات كبيرة من الطماطم من خطر الإصابة بسرطان البروستاتا بنسبة 40٪.
قد يقلل شرب حليب الصويا أكثر من مرة يوميًا من سرطان البروستاتا بنسبة 70٪.
دراسة تلوث الهواء الصحي للسبتيين (ASHMOG)
هذه دراسة فرعية لـ AHS-1. بدأ في عام 1976 ولا يزال جاريا. يضم 6,328 السبتية من كاليفورنيا. تم تمويل الدراسة من قبل وكالة حماية البيئة.
ربطت الدراسة بين آثار الملوثات الداخلية والخارجية المختلفة وأمراض الجهاز التنفسي وسرطان الرئة.
دراسة الصحة السبتية 2 (AHS-2)
تواصل الدراسة الحالية التي بدأت في عام 2002 بهدف 125000 السبتية استكشاف الروابط بين نمط الحياة والنظام الغذائي والمرض بين القاعدة الأوسع لسبتيين اليوم السابع في أمريكا وكندا. حتى مايو 2006 كان عدد المسجلين 96741.
يجري الدكتور غاري فريزر مع فريق من الباحثين من كلية الصحة العامة بجامعة لوما ليندا الدراسة التي يمولها المعهد الوطني للسرطان. في يوليو 2011، منحت المعاهد الوطنية للصحة AHS-2 منحة قدرها 5.5 مليون دولار لمدة 5 سنوات لمواصلة الدراسة.
 أثناء الدراسة ، تم الإبلاغ عن بعض النتائج:
«يشير مؤشر كتلة الجسم المكون من 5 وحدات بين النباتيين وغير النباتيين إلى إمكانية كبيرة للنباتيين للحماية من السمنة. زيادة التوافق مع الحمية النباتية المحمية ضد خطر الإصابة بداء السكري من النوع 2 بعد أخذ خصائص نمط الحياة ومؤشر كتلة الجسم في الاعتبار. فالحمية الغذائية توفر حماية متوسطة».
«يرتبط النمط الغذائي النباتي بملف تعريف أكثر ملاءمة لـ MRFs وانخفاض خطر الإصابة بـ MetS»
دراسه الدين والصحة النفسيه الاجنماعيه (AHRS)

بدأت هذه الدراسة الفرعية لـ AHS-2 في عام 2006 بتمويل من المعهد الوطني للشيخوخة. تُعرف أيضًا باسم دراسة الدين والصحة النفسية الاجتماعية (BRHS).
تجاوزت الدراسة هدفها وهو 10000 مشارك مع 11835 مادة حتى عام 2008.